# Loxosomella nitschei
Loxosomella nitschei är en bägardjursart som först beskrevs av Vigelius 1882.  Loxosomella nitschei ingår i släktet Loxosomella och familjen Loxosomatidae. Arten är reproducerande i Sverige. Inga underarter finns listade i Catalogue of Life.